# Спектрална класификација астероида
Спектрална класификација астероида је класификација астероида на основу података о облику спектра, боје и албеда. Ове карактеристике одговарају површинском саставу астероида. Унутрашњост мањих небеских тела нема видљиву структуру, због чега површина у великој мери говори о саставу тела.
Методу расподеле астероида према карактеристикама рефлексије светлости увели су Кларк Чапман, Дејвид Морисон и Бен Зелнер 1975. године. Тада су користили само три спектралне врсте астероида са следећим кодовима:
- C за карбонат
- S за силикате
- M за метал

Од тада се значајно повећао број класа у којима се астероиди могу класификовати.

## Методе класификација
Данас се употребљава неколико различитих метода класификација спектралних типова астероида. Најпознатије и најкоришћеније су две методе класификација:
- по Толену
- СМАСС класификација

### Толенов спектрални тип
Овај метод увео је Дејвид Толен 1984. године. Класификација астероида заснива се на мерењима у широкопојасном спектру (између 0,31 μm и 1,06 μm), која је спроведена 1980-их година на 978 астероида у комбинацији са албедо мерењима. Програм мерења (Eight-Color Asteroid Survey или ECAS) базиран је на подацима о 978 астероида. Овај метод класификације има 14 типова, који укључују велики број подтипова:
- група Ц-типа угљеникових астероида. Ова група се састоји од следећих типова (подгрупа):
  - Б-тип
  - Ф-тип
  - Г-тип
  - Ц-тип (ова подгрупа обухвата око 75% свих познатих астероида)
- група С-типа (група силикатних астероида чини око 17% свих познатих астероида)
- група X-типа
  - М-тип (метални астероиди, трећа највећа подгрупа)
  - Е-тип (металини, астероиди М-типа се разликују по великом албеду)
  - П-тип (метални, астероиди типа М се разликују по ниском албеду)
- А-тип (мања подгрупа)
- Д-тип (мања подгрупа)
- Т-тип (мања подгрупа)
- Q-тип (за астероид 1862 Аполон)
- Р-тип (за астероид 349 Дембовска)
- В-тип (за астероид 4 Веста)

Последње три врсте садрже само један познати астероид, који има посебне карактеристике у спектру. Понекад се ознаке комбинују и ако астероид приказује карактеристике различитих типова.

### СМАСС класификација
СМАСС класификација представља новији начин класификације астероида. Ову врсту класификације увели су Шелте Бус и Рихард Бинзел 2002. године на основу резултата пројекта „Спектрални преглед малих астероида у главном појасу астероида” (Small Main-Belt Asteroid Spectroscopic Survey или SMASS). Испитани су спектри високе резолуције за 1447 астероида (у ужем опсегу таласних дужина између 0,44 μm и 0,92 μm). Тврдње нису узете у обзир приликом класификације. На тај начин астероиди су класификовани у 26 типова:
- група Ц-типа, која садржи следеће типове
  - В-тип генерално одговара типу B и Ф према Толеновом начину класификације
  - Ц-тип за најчешће угљеничне астероиде осим Б-типа
  - Cg, Ch, Cgh су астероиди који одговарају Г-типу према Толену.
  - Cb су астероиди између Ц-типа и Б-типа
- група С-типа укључује силикатне астероиде, који су подељени на
  - А-тип
  - Q-тип
  - Р-тип
  - К-тип
  - Л-тип
  - С-тип (најчешће у овој групи)
  - Sa, Sq, Sr, Sk, Sl обухвата астероиде на прелазу са Ц-типа и друге врсте (према ознакама)
- група X-типа укључује металне астероиде
  - X-тип обухвата астероиде типа М, Е и П после Толенове класификације
  - Xe, Xc, Xk, астероиди који се не граниче између X-типа и других
- Т-тип
- Д-тип
- тип Ld је нови тип астероида који показује спектралне карактеристике јасније него Л-тип
- О-тип
- В-тип

Типови који су означени са два слова имају спектралне карактеристике другог типа, који је означен малим словом (користе се и ознаке из Толенове класификације). Типови астероида М, Е и П (после Толена) се померају у нову групу X. Астероидима из група С и Ц додају се ове групе, које су у спектру између типова С и Ц.